# Arne Höglund
Matts Arne Höglund, född 18 juni 1931 i Degerfors församling, Västerbottens län, död 2 februari 2016 i Lycksele distrikt, Västerbottens län, var en svensk pastor och låtskrivare. Höglund är far till Jan, Charlotte och Per Höglund. 
Arne Höglund var under närmare 30 år riksevangelist inom Svenska Missionsförbundet. Han har också varit församlingspastor i Hällnäs, Åmsele och Lycksele samt verkat som turistpastor på Kanarieöarna.
Höglund har närmare hundra sånger representerade i olika musikproduktioner. Han har haft två av sina skrivna låtar i den svenska Melodifestivalen.

## Kompositioner i urval
- Förlåt, publicerad i Countryton & Gospelsång (Bornelings 2011), av Roberth Johansson
- Endast kärleken segrar, insjungen av Charlotte Höglund.
- Hemlighet, insjungen av Charlotte Höglund på skivan Förändringen (1989).

### Melodifestivalen
- 1991 – Annie med Laila Dahl, kom på fjärde plats.
- 1994 – Kärlekens vind med Jan Höglund, kom på sjätte plats.